# Gastrocyathus
Gastrocyathus is een monotypisch geslacht van straalvinnige vissen uit de familie van de schildvissen (Gobiesocidae).

## Soort
- Gastrocyathus gracilis Briggs, 1955